# هندسة النقل
هندسة النقل هي عبارة عن تطبيق المبادئ العلمية والتكنولوجيا في تخطيط، تصميم، وتشغيل و إدارة أي من منشاّت المواصلات بطريقة آمنه، سريعة، مريحة، سهلة، اقتصادية، وصديقة للبيئة لنقل الناس والبضائع. هي فرع رئيسي من فروع الهندسة المدنية. تنقسم إلى أربعة اقسام رئيسية: هندسة الطرق، هندسة السكك الحديدية، هندسة المطارات، هندسة الموانئ والمعابر المائية.

## تاريخ
يُمكن تأريخ بداية تطور الطرق إلى عهد الرومان. مع تطور التكنولوجيا من العربات التي تجرها الخيول إلى المركبات التي تصل قوتها إلى 100 حصان، كان لابد لتطوير الطرق أن يتماشى مع ذلك. ولم يبدأ إنشاء الطرق السريعة الحديثة إلا في أواخر القرن التاسع عشر حتى أوائل القرن العشرين.
يعود تاريخ النقل بالسكك الحديدية والماء والجو إلى ما يقارب القرنين التاسع عشر والعشرين. ومع تطوير الطائرات من قبل الأخوين رايت، بدأ تطور النقل الجوي في أوائل القرن العشرين.

## الجانب النظري
ترتبط جوانب التخطيط في هندسة النقل بعناصر تخطيط المدن وتشمل التنبؤات التقنية والقرارات والعوامل السياسية. عادةً ما يعتمد التنبؤ الفني لحركة الركاب على نموذج تخطيط النقل الحضري الذي يتطلب تقديرًا لـ تكوين الرحلة وتوزيع الرحلة واختيار الوسيلة وتعيين المسار. يمكن للتنبؤ أكثر تعقيدًا أن يشمل جوانب أخرى من قرارات المسافر، بما في ذلك ملكية السيارات وسلسلة الرحلات واختيار موقع السكن أو العمل. تعد رحلات الركاب هي محور هندسة النقل لأنها غالبًا ما تمثل ذروة الطلب على أي نظام نقل.
تشتمل هندسة النقل بشكل أساسي على التخطيط والتصميم والبناء والصيانة وتشغيل مرافق النقل. تدعم المرافق النقل الجوي والبري والسككي والأنابيب والمياه وحتى الفضاء. تشمل جوانب التصميم في هندسة النقل تحديد حجم مرافق النقل (عدد المسارات أو سعة المرفق) وتحديد المواد والسمك المستخدم في تعبيد الطرق وتصميم هندسة (التحكم الرأسي والأفقي) للطريق (أو المسار).
قبل بدء أي تخطيط، يجب على المهندس إجراء ما يُعرف بجرد للمساحة أو النظام السابق إذا كان موجودًا. يجب أن يشمل هذا الجرد أو قاعدة البيانات معلومات حول السكان، واستخدام الأراضي، والنشاط الاقتصادي، ومرافق وخدمات النقل، وأنماط وحجم الرحلات، والقوانين واللوائح، والموارد المالية الإقليمية، وقيم المجتمع وتوقعاته. يساعد هذا الجرد المهندس على إنشاء نماذج أعمال لإكمال توقعات دقيقة للظروف المستقبلية للنظام.
تتضمن العمليات والإدارة هندسة المرور، بحيث تتحرك المركبات بسلاسة على الطريق أو المسار. تشمل التقنيات القديمة الإشارات واللافتات والرسوم. تشمل التقنيات الأحدث أنظمة النقل الذكية، بما في ذلك أنظمة المعلومات المتقدمة للمسافرين (مثل لوحات الرسائل المتغيرة)، ونظام التحكم المتقدم في حركة المرور (مثل عدادات المنحدرات)، وتكامل البنية التحتية للمركبات. تعد العوامل البشرية جانبًا من هندسة النقل، خاصةً فيما يتعلق بواجهة سائق-مركبة وواجهة مستخدم لعلامات الطرق والإشارات والرسوم.

## اقسام هندسة النقل

### هندسة الطرق
تنقسم هندسة الطرق بدورها لقسمين أساسين هما:
- إنشاء الطرق.
- هندسة المرور.

حيث تعنى هندسة إنشاء الطرق بالجوانب الإنشائية المتمثلة في دراسة خواص التربة وتحسينها، تصميم طبقات الرصف، الخلطات الإسفلتية وهندسة العلامات الأرضية، بينما تعنى هندسة المرور بدراسة حركة المركبات وتنظيمها بحيث تحقق السلامة والراحة والسرعة للركاب.

### هندسة السكك الحديدية
يتولى مهندسو السكك الحديدية مسؤولية تصميم وبناء وتشغيل شبكات السكك الحديدية ونظم النقل العام التي تستخدم مسارًا ثابتًا (مثل القطار الخفيف أو قطار أحادي الخط).
المهام النموذجية:
- تحديد المحاذاة الأفقية والرأسية للسكك الحديدية.
- تحديد موقع المحطة.
- تصميم الأجزاء الوظيفية للمحطات مثل الخطوط والرصيفات وما إلى ذلك.
- تقدير تكلفة البناء.

يعمل مهندسو السكك الحديدية على بناء شبكة نقل أنظف وأكثر أمانًا عن طريق إعادة الاستثمار في نظام السكك الحديدية وتنشيطه لتلبية متطلبات المستقبل. يمكن لمهندسي السكك الحديدية أيضًا الانتقال إلى مجال تخصصي يتمثل في توجيه القطارات والذي يركز على التحكم في حركة القطارات.

### هندسة الموانئ والمعابر المائية
هندسة الموانئ والمرافئ هي فرع من فروع الهندسة المدنية يهتم بدراسة وتصميم وبناء وصيانة الموانئ والمرافئ. والموانئ هي منشآت مائية تُستخدم لاستقبال وتفريغ السفن التجارية والنقل العام والسفن السياحية، بينما المرفأ هو جزء من الميناء يستخدم لرسو السفن وتفريغها وتحميلها.
تتضمن هندسة الموانئ والمرافئ دراسة مجموعة واسعة من المواضيع، بما في ذلك:
- العوامل الطبيعية التي تؤثر على تصميم الموانئ، مثل الأمواج والمد والجزر والعواصف البحرية.
- خصائص السفن التي ستستخدم الميناء، مثل حجمها وحمولتها.
- متطلبات حركة المرور البحرية في الميناء.
- المتطلبات الاقتصادية والاجتماعية والبيئية للميناء.

تشمل مجالات العمل في هندسة الموانئ والمرافئ، تخطيط وتصميم الموانئ، بناء الموانئ، صيانة الموانئ وإدارة الموانئ. تلعب الموانئ والمرافئ دورًا مهمًا في الاقتصاد العالمي، حيث توفر منافذ للتجارة والنقل. وهندسة الموانئ والمرافئ هي مجال مهم يساهم في تطوير وصيانة هذه المنشآت الحيوية.

### هندسة المطارات
مهندسو المطارات هم من يقومون بتصميم وبناء المطارات. ويجب عليهم عند تصميم مرافق المطار، أخذ تأثيرات ومتطلبات الطائرات بعين الاعتبار. ويستخدم هؤلاء المهندسون تحليل اتجاه الرياح السائدة لتحديد اتجاه المدرج، وتحديد حجم حافة المدرج ومناطق الأمان، وفواصل المسافة بين أطراف الأجنحة لجميع البوابات، ويجب عليهم تحديد المناطق الخالية في جميع أنحاء المطار. تقوم إدارة الهندسة المدنية، التي تتكون من مهندسين مدنيين وإنشائيين، بالتصميم الهيكلي لمباني الركاب والمحطات ومداخل الشحن، وحظائر الطائرات (لإيقاف الطائرات التجارية والخاصة والحكومية)، والمدرجات وغيرها من الطرق، والمباني الفنية لتركيب مساعدات أرضية للمطار لتلبية متطلبات المطار الداخلية ومشاريع الاستشارات. كما أنهم مسؤولون أيضًا عن الخطة الرئيسية للمطارات التي يُسمح لهم بالعمل بها.

## مواقع ذات صلة
- هندسة المرور
- برنامج النمذجة المرورية VISSIM